# L'uomo sbagliato (miniserie televisiva)
L'uomo sbagliato è una miniserie televisiva italiana liberamente ispirata alla vicenda di Daniele Barillà, vittima di un errore giudiziario, vicenda narrata nel libro L'uomo sbagliato - Il caso Barillà di Stefano Zurlo. L'attore protagonista è Beppe Fiorello nel ruolo di Daniele Baroni, personaggio immaginario.

## Distribuzione
Nata da un'idea di Alessandro Jacchia e composta da 2 puntate, questa fiction venne trasmessa in prima visione TV il 2 e il 3 maggio 2005 in prima serata su Rai 1, ed ottenne 8.143.000  telespettatori nella prima puntata e 9.566.000 nella seconda.
Nell'estate del 2009 Rai 1 ha trasmesso la fiction in formato film TV, cioè in una sola puntata che riassume le due originarie. Questa versione ridotta è attualmente visibile gratuitamente sul media-portale Rai.tv ed è stata riproposta anche da Rai Premium. La versione integrale della fiction, cioè la miniserie in due puntate, è stata distribuita in home video.

## Trama
Daniele Baroni è un trentacinquenne che dirige un'avviata attività sartoriale nel torinese: si nota subito quanto egli sia una persona gentile, buona e, come poi mostrerà durante il film, ingenua. Fidanzato con Cristiana, ed in procinto di sposarsi, un giorno si reca a Lavagna per acquistare una barca a vela allo scopo di fare una sorpresa alla sua amata in occasione del loro anniversario del loro primo incontro; per non farla insospettire, le dice che sarebbe andato ad acquistare un anello da regalarle. Sulla via del ritorno, lungo la Tangenziale di Torino è appostata una squadra dei Ros (guidata dal Maggiore Quinto) che sta pedinando un noto trafficante, Alessandro Casoria, che è alla guida di una Fiat Tipo di color amaranto.
Questo è il punto cruciale della storia: anche l'auto di Daniele Baroni è una Fiat Tipo amaranto, uguale a quella del narco-trafficante ed inoltre, coincidenza sconcertante, le targhe delle due vetture differiscono fra loro soltanto per due cifre (AB341TC di Casoria, AB373TC di Baroni). Accade che le due auto si incrociano all'altezza di un casello autostradale, in un brevissimo punto non coperto dalla visuale dei Carabinieri a causa di un sorpasso fra due Tir: quella di Casoria esce dalla Tangenziale e, dallo stesso casello, spunta la vettura dello sfortunato Baroni che viene quindi seguita dai Ros, convinti di pedinare ancora il malvivente. Dopo un breve inseguimento, i Carabinieri lo fermano, lo tirano fuori dall'auto credendolo Casoria e lo pestano a sangue: la ragione di ciò è che il trafficante, tempo prima, in una precedente operazione aveva ucciso il Maresciallo Giuseppe Corbi, un loro commilitone. Daniele viene quindi arrestato, pestato anche durante l'interrogatorio, ed in seguito rinchiuso nel carcere Le Nuove di Torino.
Il processo è brevissimo, in quanto tutte le prove e le testimonianze sono contro l'imputato, compreso il verbale dell'arresto in cui è annotato il numero di targa dell'auto (cosa, questa, fatta però in un secondo momento per una distrazione dallo stesso maggiore Quinto, che la terrà nascosta fino alla fine). Dal canto suo, Baroni riferisce di avere dei testimoni e dimostra di aver effettuato delle telefonate col cellulare. Viene quindi chiamata a deporre Cristiana, la fidanzata, ancora ignara della sorpresa che Daniele voleva farle. Ella, in buona fede, dichiara che quel giorno Baroni si trovava in un negozio per prenderle un anello; ovviamente non era questa la realtà ed anziché scagionare il fidanzato, sia pur senza volerlo, Cristiana ne compromette ulteriormente la posizione. Il giudice, a questo punto, ritiene superfluo richiedere i tabulati telefonici - che da soli sarebbero stati sufficienti a scagionare del tutto Baroni - poiché la questione era ormai chiara ed attendere i tabulati sarebbe stata soltanto "una perdita di tempo e spreco di ulteriore denaro dei contribuenti".
Daniele viene così condannato a 18 anni di reclusione (che poi diventeranno 15) ed al pagamento di una multa di 150 milioni di lire. Dopo la sentenza della sua colpevolezza, nessuno crede più alla sua innocenza, a partire dal proprio avvocato che, in seguito, rimetterà anche il mandato. Tutti provano a convincerlo ad accettare un patteggiamento, cioè confessare ed ammettere una colpa - che poi non ha - poiché ciò lo avrebbe fatto uscire dopo pochissimi anni, ma egli non vuol saperne, determinato ad ogni costo a dimostrare la verità. In seguito cambia idea e vorrebbe patteggiare ma, a seguito del suicidio del suo compagno di cella che, dopo aver patteggiato, aveva perso definitivamente i propri figli ad opera della sua ex moglie, ritorna sui suoi passi. Appare chiaro che c'è qualcosa che non quadra, e la giovane e intraprendente PM Erika Schneider, proprio colei che lo aveva fatto condannare sulla base dei rapporti refertati dal Maggiore Quinto, se ne rende subito conto ed inizia ad avere dei dubbi. Nonostante ella avesse più volte operato in sinergia con il Maggiore Quinto, e quindi ben conoscendo in che modo egli agisse, la Schneider inizia ad approfondire la questione, e scopre che più di una volta il Maggiore, dopo alcuni arresti, non ha rispettato le procedure rituali, arrivando persino a giurare il falso in tribunale, perché assolutamente convinto della colpevolezza dei sospettati.
La Schneider, pertanto, sia pur fra le critiche e lo scetticismo di superiori e colleghi, decide di riaprire il caso, ormai convinta dell'innocenza di Daniele, ma l'iter per farlo scagionare è lungo e difficile. Intanto Baroni è diventato ormai amico di tutti i suoi compagni di detenzione ("la sua nuova famiglia"), scoprendo altresì che non è l'unico innocente ad essere stato recluso.  Dopo svariate udienze, ed anche un tentativo di suicidio, Daniele si rassegna e si mette l'anima in pace. Tuttavia, il maggiore Quinto, temendo che Baroni possa prima o poi smascherarlo ed anche al fine di evitare che questi prenda contatto con il PM Schneider, grazie alla sua influenza ottiene che questi, all'improvviso e senza una ragione plausibile, venga trasferito nel supercarcere "Lo Russo-Cutugno" di Torino, nel quale, fra l'altro, verrà recluso anche il "suo" presunto capobanda da poco arrestato, Riccardo Squarciò, che a quanto pare già sapeva del suo arrivo. Ed è proprio su questo che Quinto conta per uscire immacolato da questa storia: far sì che Daniele faccia la conoscenza del boss, in modo da comprometterlo ancor di più e dare maggior credibilità alla tesi che egli sia effettivamente affiliato alla criminalità organizzata.
In ogni modo, Baroni si presenta al boss, il quale è già a conoscenza della sua situazione giudiziaria ed anche del fatto di trovarsi di fronte ad un affermato sarto, e proprio per questo gli chiede di confezionargli un vestito su misura. Daniele glielo prepara in pochi giorni guadagnandosi la fiducia del boss, ma qualche tempo dopo rimane involontariamente coinvolto in un tentativo di evasione dello stesso Squarciò ed alcuni suoi complici, cosa che rischia di aggravare ancor di più la sua posizione e farlo rimanere in carcere ancora a lungo, senza contare che il direttore del penitenziario – un uomo becero e per nulla accomodante - non nutre alcuna simpatia nei suoi confronti. Intanto, la mamma di Daniele muore e la Schneider, con l'aiuto della nuova avvocatessa di Baroni, contestualmente scopre che il verbale è stato falsato in quanto il numero di targa è stato scritto con una penna di diverso colore (e cioè in un secondo momento), e di ciò ne era a conoscenza anche l'appuntato Virgili, corrotto da Quinto in cambio di favori. Proprio per questo, Virgili (che nel frattempo aveva ottenuto di essere trasferito in una stazione di un piccolo comune del brindisino), in un primo momento si rifiuta di deporre in aula e dire la verità, e quindi questo elemento non basta. Ed allora arriva la sorpresa: Baroni, che con la sua gentilezza ed affabilità aveva conquistato la simpatia e la stima di Squarciò ed anche dei suoi uomini, riceve proprio da lui in cella una fetta di dolce al cui interno, però, c'è un bigliettino con un indirizzo.
Si tratta di uno "scasso" nel quale è stata abbandonata l'auto di Casoria, con ancora all'interno la targa bruciacchiata dalla quale si evince l'analogia con quella dell'autovettura di Daniele. Allo stesso tempo, un luogotenente di Squarciò, dietro ordine di quest'ultimo, depone in suo favore in aula mettendo in evidenza che l'arresto di Baroni era stato un vero e proprio scambio casuale di persona a causa delle due auto uguali. Viene quindi richiamato in aula il Maggiore Quinto: questi viene messo sotto pressione e con le spalle al muro dalla PM Schneider e dalla testimonianza di Virgili - che nel frattempo si è pentito della sua omissione - e, dopo non poche reticenze, alla fine è costretto ad ammettere le sue responsabilità, sia pur continuando a rivendicare l'efficacia e la legittimità dei suoi discutibili metodi e gli effettivi risultati. Ma ciò non basta a far valere la sua presunta tesi, del tutto semplicistica e raffazzonata, del fine che giustifica i mezzi, ed a seguito di ciò verrà poi "scaricato" dai suoi superiori e sospeso dal servizio.
Baroni, quindi, viene finalmente assolto con formula piena e ritrova la libertà; la Schneider in persona lo preleva dal carcere e lo accompagna con la propria auto fino alla Baia Del Silenzio di Sestri Levante dove egli riabbraccia la fidanzata dopo oltre 5 anni di ingiusta reclusione, pur uscendone praticamente con le ossa rotte e senza molte cose ed affetti a lui più cari: la madre, la casa dei genitori (costretti a venderla, unitamente alla sartoria, per poter fronteggiare le enormi spese legali). Ma non proprio tutto è perduto: con il denaro del congruo risarcimento dei danni assegnatogli dallo Stato per l'ingiusta detenzione, Daniele potrà rifarsi una nuova vita, aprirà una fabbrica di vele e convolerà a nozze con la sua amata Cristiana, che lo aveva atteso negli anni del processo. La Schneider ritornerà al suo lavoro e riaprirà altri casi apparentemente risolti con le illegalità del Maggiore Quinto.

## Curiosità
- Inizialmente la messa in onda era prevista per il 4 e 5 aprile 2005, ma la Rai decise di slittarla al 2 e 3 maggio successivo in seguito alla scomparsa di Papa Giovanni Paolo II avvenuta il 2 aprile.